# Chiesa conventuale di Santa Maria la Vite
La chiesa conventuale di Santa Maria la Vite è una struttura situata ad Olginate lungo la strada Regia per Milano.

## Storia
Goffredo da Bussero, verso la fine del XIII secolo, ricorda due chiese ad Olginate: quella di Santa Margherita e quella di Santa Maria in Vico. Nei documenti è conosciuta come Santa Maria In Vigo, Santa Maria De Vigo o Santa Maria La Vite. Giovanni Dozio (dottore della Biblioteca Ambrosiana) ci mostra come la parola vico equivalga a dire vicana, ovvero del comune, infatti la chiesa era mantenuta a spese comuni.
Il nome La Vite, invece, riporta ad una leggenda che si può trovare anche nel libro "Storia di Olginate".
La precisa data di costruzione è sconosciuta, ma uno scritto del XVII secolo ne spiega le cause della costruzione: tra Valgreghentino e Olginate non vi era ancora nessuna chiesa e passavano molti torrenti che non permettevano agli abitanti di alcuni rioni di partecipare alle celebrazioni religiose facilmente; inoltre ci informa che la chiesa esisteva già nel XII secolo. Nello stesso testo si ricorda un patto tra il prevosto dell'epoca e i monaci dell'Ordine di Sant'Ambrogio ad Nemus, che per un periodo furono possessori dell'edificio (dal 1472). Quest'ordine venne poi soppresso da Papa Urbano VIII con la Bolla del 2 dicembre del 1643 e in questi anni la chiesa era una delle undici comunità religiose della zona.
Inoltre dall'Archivio Spirituale della Curia di Milano (metà del XV secolo) appare già la cappellania di Santa Maria la Vite.
Nel corso del XVII secolo e del XVIII secolo alcune fonti evidenziano come l'affluenza al monastero annesso alla chiesa fosse bassa. Infatti San Carlo Borromeo, durante una sua visita al monastero nel 1583 contò soltanto 3 padri e 2 conversi dell'ordine che possedeva l'edificio in quell'epoca: l'Ordine dei carmelitani scalzi. Alla soppressione dell'ordine, il convento ospitava invece 5 religiosi e 4 conversi. In precedenza, il monastero era stato retto dapprima dagli Umiliati e in seguito dai frati dell'Ordine di Sant'Ambrogio ad Nemus.
Sono disponibili fonti che vedono in visita alla chiesa nel 1615 il cardinal Federigo Borromeo.
Nel 1782 il monastero chiuse e venne acquistato da dei privati insieme ai beni interni e diventò opificio serico e poi abitazione rurale, finché nella seconda metà del XIX secolo tornò a svolgere le sue funzioni religiose.
Oggi ospita il S.I.C.C. (Scambi Internazionali Culturali Comparati).

## Descrizione
Nel XVI secolo la chiesa possedeva 5 altari, rispettivamente dedicati a Santa Marta, La Beata Vergine Maria, Santa Caterina, Sant'Antonio e del Corpus Domini, su cui fu eretta la Scola del Santissimo Sacramento mantenuta solamente con le offerte. Erano presenti alcuni sepolcri, in particolare quello per i fratelli del Santissimo Sacramento di fronte all'altare del Corpus Domini. Qui si inumavano i cadaveri, ma dopo la soppressione della Confraternita del Santissimo Sacramento queste sepolture vennero proibite poiché non avevano i requisiti richiesti.
Con l'avvento dei Carmelitani la chiesa venne ulteriormente affrescata e dipinta, mentre nel 1704 venne ampliata.
Elementi di decoro e di ingrandimento architettonico furono aggiunti tra il 1897 e il 1901.
Ad oggi si nota la presenza di un convento dal chiostro, visibile soltanto in parte. La parte per la vita monastica è occupata al giorno d'oggi da abitazioni, come la parte ad Ovest, un tempo adibita ai dipendenti del monastero, che presenta un ampio cortile.
La chiesa, dotata di una sola navata, è dimezzata da un tavolato e all'interno quello che rimane rivela una decorazione Cinquecentesca con alcune pitture più antiche. Tra alcuni medaglioni incompleti è chiara la figura di Sant'Ambrogio. L'abside è di rimpetto a un altare smussato per garantire la visione totale del catino, che presenta una decorazione rappresentante la Crocifissione di Cristo con la vista di Gerusalemme, alcuni angeli, la Vergine Maria, Maria Maddalena e San Giovanni. Ai lati gli affreschi raffigurano una Madonna in trono con il Bambino a sinistra, mentre a destra Santo Stefano con altri Santi. Tra gli affreschi incompleti troviamo un'Ultima Cena con mezze figure e teste. Sul timpano della porta laterale è presente una lapide con scritto: "(INGR)EDERE O QUISQUIS SEQUERIS VESTIGIA CHRISTI ADAPETA BONIS IANUA CLAUSA MALI 1617"; ovvero un invito a chi trova pace ed elevazione d'animo nella chiesa.

## Informazioni
È possibile visitare la chiesa su prenotazione. L'edificio è aperto e visitabile in occasione di manifestazioni e spettacoli.